# Dwulitrowy Rajdowy Puchar Świata 1997
Dwulitrowy Rajdowy Puchar Świata 1997 – piąty sezon z cyklu Dwulitrowy Rajdowy Puchar Świata dla samochodów dwulitrowych i mniejszych, odbywający się równolegle z Rajdowymi Mistrzostwami Świata w roku 1997 pod patronatem FIA.

## Kalendarz
| Runda | Data                        | Nazwa rajdu            | Zwycięzca         | Wyniki                     |
| ----- | --------------------------- | ---------------------- | ----------------- | -------------------------- |
| 1     | 19–22 stycznia              | Rajd Monte Carlo       | Emil Triner       | 65. Rajd Monte Carlo       |
| 2     | 1–10 lutego                 | Rajd Szwecji           | Jörgen Jonasson   | 46. Rajd Szwecji           |
| 3     | 1-3 marca                   | 45. Rajd Safari        | Russell Palmer    | 45. Rajd Safari            |
| 4     | 23–26 marca                 | Rajd Portugalii        | Alister McRae     | 31. Rajd Portugalii        |
| 5     | 14–16 kwietnia              | Rajd Hiszpanii         | Gilles Panizzi    | 33. Rajd Hiszpanii         |
| 6     | 5–7 maja                    | Rajd Francji           | Gilles Panizzi    | 41. Rajd Francji           |
| 7     | 22–24 maja                  | Rajd Argentyny         | Harri Rovanperä   | 17. Rajd Argentyny         |
| 8     | 8–10 czerwca                | Rajd Grecji            | Marco Oriol Gómez | 44. Rajd Grecji            |
| 9     | 2–5 sierpnia                | Rajd Nowej Zelandii    | Marco Oriol Gómez | 27. Rajd Nowej Zelandii    |
| 10    | 29–31 sierpnia              | Rajd Finlandii         | Harri Rovanperä   | 47. Rajd Finlandii         |
| 11    | 19–21 września              | Rajd Indonezji         | Harri Rovanperä   | 22. Rajd Indonezji         |
| 12    | 13–15 października          | 39. Rajd San Remo      | Harri Rovanperä   | 39. Rajd San Remo          |
| 13    | 30 października–2 listopada | Rajd Australii         | Harri Rovanperä   | 10. Rajd Australii         |
| 14    | 23–25 listopada             | Rajd Wielkiej Brytanii | Harri Rovanperä   | 53. Rajd Wielkiej Brytanii |

## Klasyfikacja końcowa producentów[15]
| Msc. | Producent | Punkty |
| ---- | --------- | ------ |
| 1    | Seat      | 114    |
| 2    | Skoda     | 44     |
| 3    | Peugeot   | 39     |
| 4    | Renault   | 33     |